# 국악인가요
국악인가요는 대한민국의 국악 그룹이다.

## 방송
- 조선판스타 (2021) - Top50
- 이리오너라 조선클럽 (2021)
- 락쿵 (2022) - Top18

## 음반
- 국악IN가요 (2020)

## 수상
- 제3회 All Star 아티스트 페스티벌 장려상 (2019)